# Burka

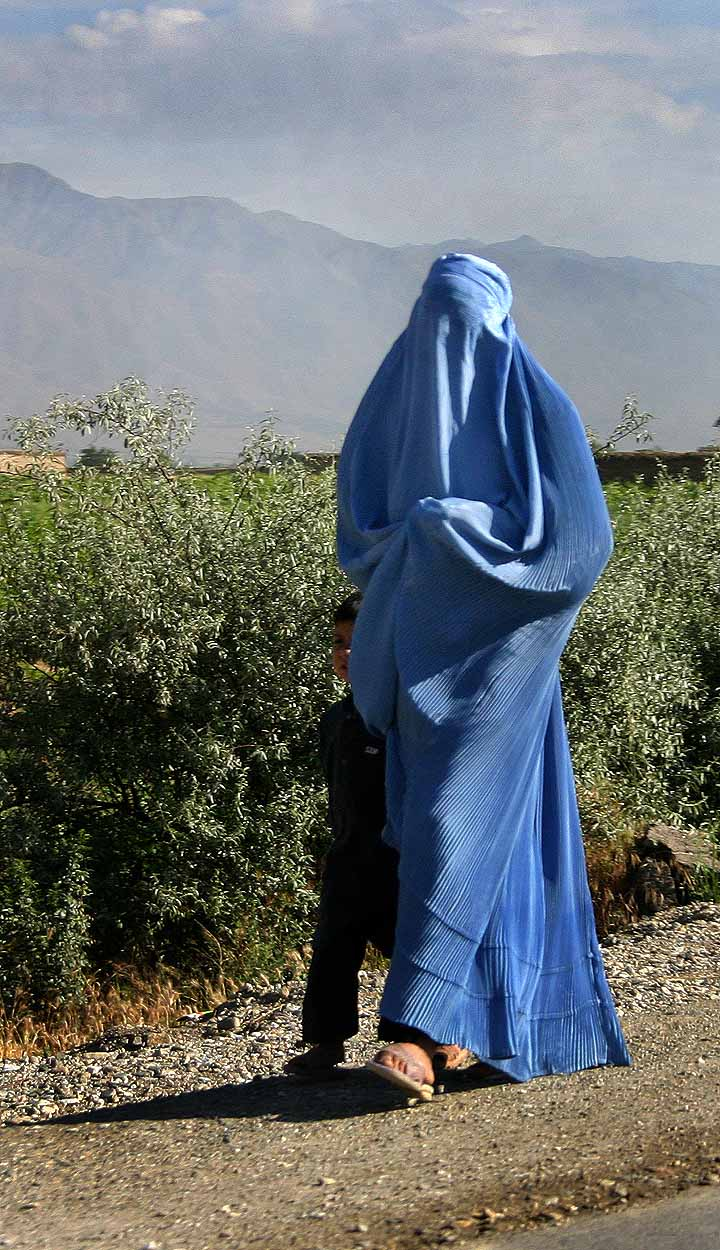
Afghánská žena v burce

Burka je svrchní vrstva oděvu ženy, určená pro zakrytí celého těla na veřejnosti. Svléká se, až když se žena vrátí domů, nebo vstoupí do svatyně. Burka se používá v prvé řadě z náboženských důvodů. Některé směry islámu považují burku za minimum patřičného (cudného) oděvu ženy na veřejnosti – jde ale o výklad koránu.

## Provedení burky
Na komplikovaně vyšívaném čepci je přichyceno značné množství hustě plisované tkaniny podebrané po stranách a na zádech tak, že postava ženy vypadá shrbeně. Jen na přední straně je textilie až po pás bez záhybů, aby žena mohla volně pohybovat rukama. Vidět může jen přes úzký pásek z háčkované sítě přišité v horní části burky. Burky se zhotovují většinou z lehkých tkanin z bavlny nebo z umělých vláken, barvy musí být tlumené (šedá, hnědá, bleděmodrá, nikdy však černá).

## Oblasti nošení burky
Odívání burky je obvyklé na Blízkém východě. Nošena je v Afghánistánu, Pákistánu, Bangladéši, Spojených arabských emirátech a Indii. Existují však také státy, v nichž je používání burky naopak zakázáno; obvykle se tímto, jelikož zahalený člověk je velmi obtížně identifikovatelný, předchází páchání trestné činnosti (v extrémním případě teroristickým útokům). Například kvůli zlepšení bezpečnosti zakázalo v lednu 2017 nošení a výrobu burek Maroko.
Původ burky není známý. Jak dokazují historické památky, chodily ženy v některých zemích Blízkého Východu zcela zahalené už dlouho před nástupem Islámu. Zahalení podobné burce je známé také u některých neislámských náboženských sekt, např. v Izraeli nebo v severní Africe (viz Galerie).
Burku nosí především městské ženy, které na veřejnosti nepracují. Na venkově nosí při práci v zemědělství nebo v domácnosti dlouhou plandavou košili, kalhoty a dlouhý šál jako pokrývku hlavy nebo i obličeje. K částečnému zahalení, které nosí ženy v některých islámských zemích, patří např. hidžáb, nikáb, čádor aj.

## Galerie burky

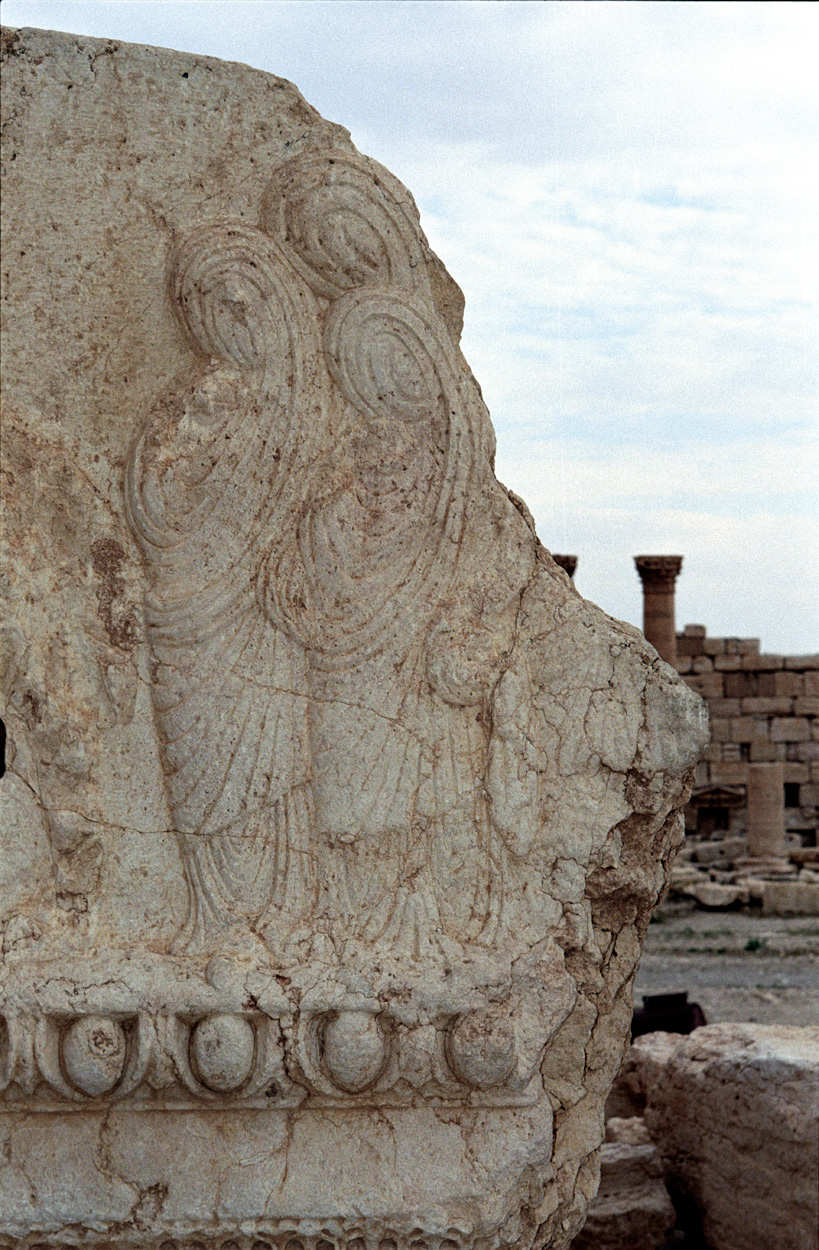
Reliéf se skupinou zcela zahalených žen (templ boha Baala v syrské Palmyře z 1. století n. l.)
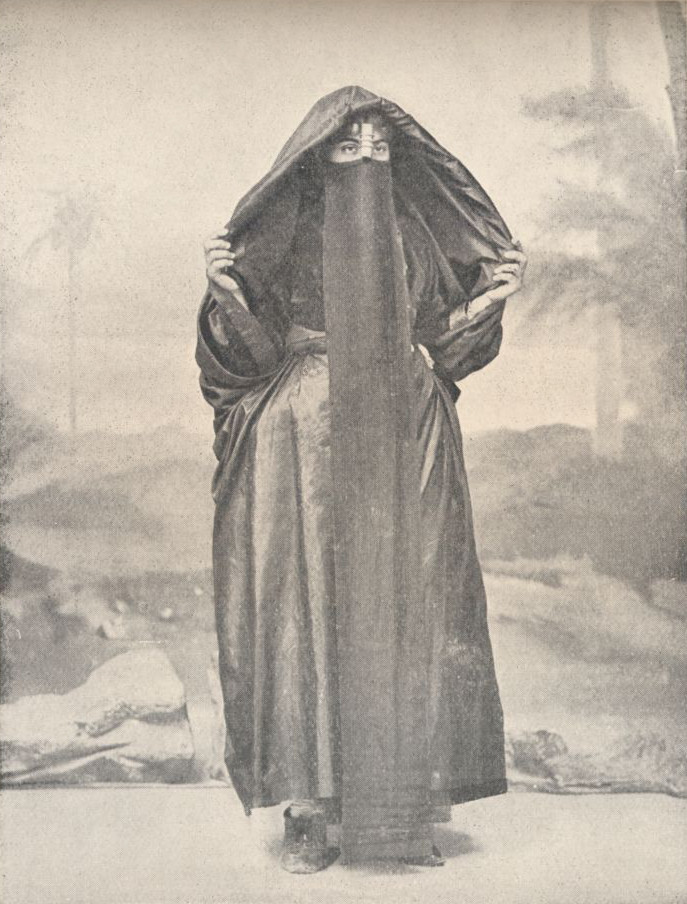
Oděv ortodoxní koptské křesťanky (1918)
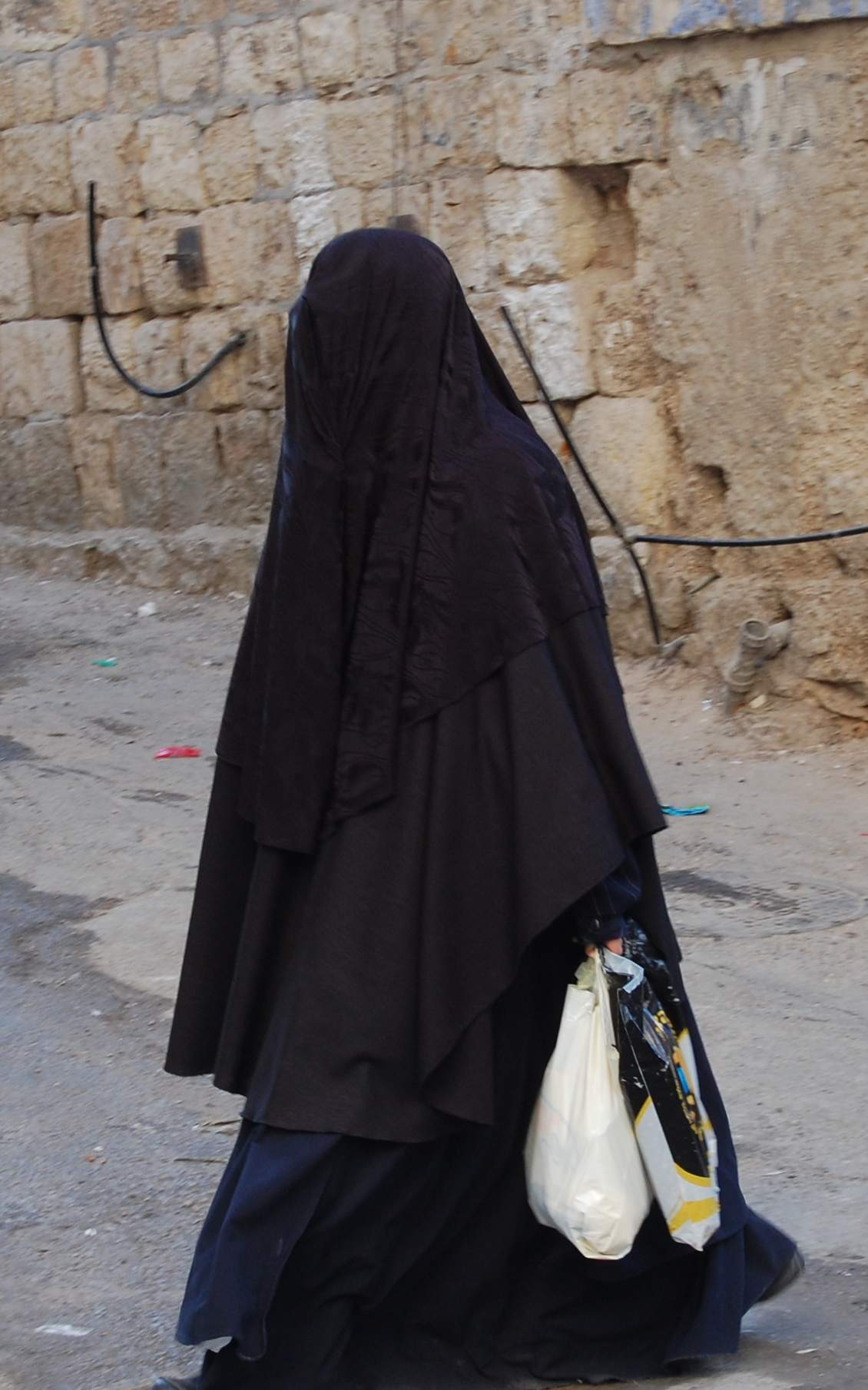
Burka ortodoxní židovské sekty (Izrael 2012)
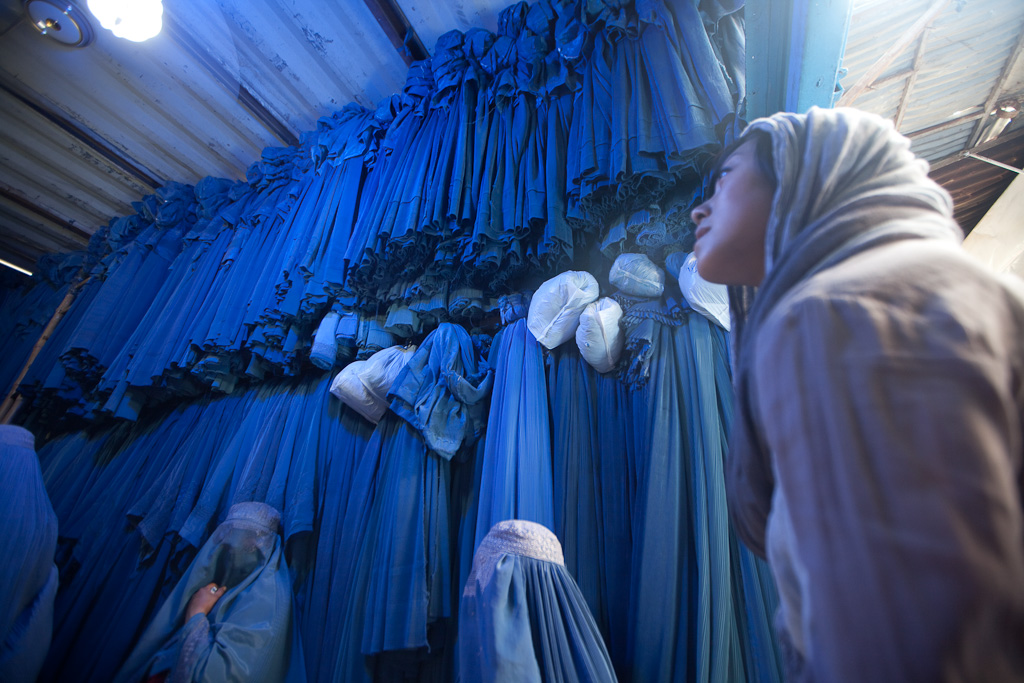
Prodejna burky v Afghánistánu (2010)